# On the Great Steel Beam
On the Great Steel Beam è un cortometraggio muto del 1914 diretto da Ashley Miller. Prodotto dalla Edison Company, aveva come interpreti Barry O'Moore e Harry Gripp.

## Trama
John Rourke, operaio siderurgico che lavorava alla costruzione di un edificio, aveva come caposquadra l'italiano Lombardi. Rourke avrebbe già avuto da lamentarsi delle piccole prepotenze del suo capo, ma entrò in aperto conflitto con lui solo quando Lombardi tentò di flirtare con sua moglie. La cosa stava per costargli in posto, ma capitò che gli appaltatori, durante una visita di controllo, trovarono Lombardi che invece di lavorare se ne stava tranquillamente a fumare. Già avvisato in precedenza, questa volta Lombardi venne licenziato e al suo posto subentrò Rourke.

Preso dall'ira non solo per essere stato scaricato così sommariamente ma anche sostituito da Rourke, Lombardi meditava vendetta. Un giorno, mentre era in pausa pranzo e stava mangiando, a Rourke cadde quasi addosso un pesante martello che lo mancò di un soffio. In alto, Lombardi, ormai fuori di sé, aveva accompagnato la caduta del martello e ora era appeso a una trave oscillante. Rourke, accortosi del pericolo in cui si trovava il suo nemico, corse in suo aiuto, arrampicandosi su una corda. Quando stava ormai per raggiungerlo, Lombardi perse la presa ma Rourke riuscì ad agguantarlo, prendendolo a mezz'aria e portandolo sano e salvo a terra. A Lombardi non restò altro che baciare grato la mano che l'aveva salvato.

## Produzione
Il film fu prodotto dalla Edison Company.

## Distribuzione
Distribuito dalla General Film Company, il film - un cortometraggio in una bobina - uscì nelle sale cinematografiche degli Stati Uniti il 6 gennaio 1914.